# Henri V de Grandpré
Henri V de Grandpré, né vers 1215 et mort après 1287, est comte de Grandpré. Il est le fils d'Henri IV, comte de Grandpré, et de son épouse Marie de Garlande, dame de Livry.

## Biographie
À la mort de son père Henri IV de Grandpré en 1229, il lui succède en tant que comte de Grandpré. L'année suivante sa sœur Alix épouse Jean de Joinville tandis que sa mère épouse en secondes noces Geoffroy de Joinville, seigneur de Montclair et demi-frère aîné du précédent.
Il donne de son vivant en apanage les seigneuries de Livry à son fils aîné Henri VI et de Buzancy à son fils puîné Jean Ier.
Henri V meurt après avril 1287, mais son fils aîné Henri VI étant déjà mort, c'est son fils puîné Jean Ier qui lui succède ses titres et fonctions.

## Mariage et enfants
Avant 1237, il épouse Isabelle de Brienne-Ramerupt, fille d'Érard de Brienne-Ramerupt, seigneur de Ramerupt et de Venizy, et de seconde épouse Philippa de Champagne, princesse de Jérusalem, avec qui il a quatre enfants, :
- Henri VI de Grandpré, qui obtient la seigneurie de Livry en apanage, mais qui meurt avant son père
- Jean Ier de Grandpré, qui succède à son père comme comte de Grandpré ;
- Isabelle de Grandpré, qui épouse Hugues IV, comte de Rethel, avec qui elle a une fille ;
- Marguerite de Grandpré, qui épouse un homme de la famille de Bolandre.